# Konstantin Feldman
Konstantin Isidorovitj Feldman (Константин Исидорович Фельдман), född 1881, död 1967, var en sovjetisk studentagitator som deltog i händelserna i Odessa i samband med myteriet på pansarkryssaren Potemkin 1905.
Feldman spelade sig själv, studentagitatorn i Pansarkryssaren Potemkin från 1925 och var även historisk rådgivare till regissören Eisenstein.

## Filmografi
- 1925 – Pansarkryssaren Potemkin